# Efialtes z Trachis
Efialtes z Trachis (stgr. Ἐφιάλτης ο Ευρυδήμου trb. Ephialtes o Eurydemu trl. E̓fiáltēs o Eurudḗmou; zm. ok. 469 p.n.e.) – Grek, syn Eurydemusa z Malis. Podczas bitwy pod Termopilami w 480 p.n.e. zdradził wrogiej armii perskiej górską ścieżkę, prowadzącą na tyły wojsk Greków, dowodzonych przez króla Sparty Leonidasa. Po porażce Persji w bitwie pod Salaminą uciekł do Tesalii w obawie przed zemstą Spartan. Według Herodota (Dzieje VII, 213-215) miał przypadkowo zginąć z ręki Athenadesa z Trachis, który później został nagrodzony za to przez Spartan.

## W kulturze masowej
W utworach współczesnej kinematografii, w filmie 300 Spartan (1962) w roli zdrajcy wystąpił Kieron Moore. Natomiast w filmie 300 (2007), w którym rolę Efialtesa zagrał Andrew Tiernan, jest on przedstawiony jako kaleki Spartanin zdradzający Leonidasa, gdy król odmawia mu możliwości uczestniczenia w bitwie.  